# Leandra dubia
Leandra dubia är en tvåhjärtbladig växtart som beskrevs av Dc.. Leandra dubia ingår i släktet Leandra och familjen Melastomataceae. Inga underarter finns listade i Catalogue of Life.